# Krivbas Krivij Rih
Krivbas (ukr. ФК «Кривбас» Кривий Ріг) je ukrajinski profesionalni nogometni klub iz grada Krivog Riha. Osnovan 1959. nastupa na stadionu Metalurh, kapaciteta 29.782 ljudi. U 1. ligi su debitirali sezone 1992./93. i otad su u najelitnijem nogometnom društvu. Dvaput su bili treći, a iz 2000. pamte i finale kupa. Nakon sezone 2005./06. bili su izbačeni iz lige zbog financijskih problema, no, ipak su uspjeli nabaviti nove sponzore, te se zadržati u Vyščoj Lihi.